# Legion of Super-Heroes
De Legion of Super-Heroes is een superheldenteam uit de strips van DC Comics. Het team werd bedacht door schrijver Otto Binder en tekenaar Al Plastino. De originele Legion debuteerde in Adventure Comics #247 (april 1958).
De verhalen van de Legion of Super-Heroes spelen zich voornamelijk af in de 30e en 31e eeuw. De verhalen bevatten tevens meer elementen van fantasie en sciencefiction dan de meeste andere strips.
Het team staat bekend om zijn enorme ledenlijst, met tientallen bekende en minder bekende personages.

## Originele continuïteit (1958–1994)

### Superboy
De legion werd oorspronkelijk bedacht als extra cast voor de verhalen van Superboy. In Adventure Comics #247 (April 1958) werd Superboy bezocht door drie tieners uit de 30e eeuw, die samen de Legion of Super-Heroes vormden. Ze waren naar het verleden gekomen om Superboy, die als hun rolmodel diende, te rekruteren.
Hoewel de Legion slechts gepland stond voor alleen dit verhaal, bleek het team zo populair dat de schrijvers ze in meer verhalen gebruikten. Het team werd sterk uitgebreid met leden als Chameleon Boy, Invisible Kid, Colossal Boy, Star Boy, Brainiac 5, Triplicate Girl, Shrinking Violet, Sun Boy, Bouncing Boy en Phantom Girl. Zelfs Supergirl werd even lid.
De oorsprong van de legion werd pas 10 jaar na hun debuut onthuld, in Superboy #147 (juni 1968). De originele drie leden hadden het team gevormd nadat ze tezamen een aanslag op miljardair R. J. Brande hadden voorkomen.

### Adventure Comics
Vanaf Adventure Comics #300 (September 1962) kreeg de Legion hun eigen reeks stripverhalen. Hun verhalen namen uiteindelijk zelfs geheel de plaats van Superboy in.
In deze stripreeks werd de legion’s achtergrond verder uitgediept. Het team bestond uit tiener superhelden die werkten vanuit hun clubhuis in de vorm van een gele raket. Teamleaden moesten minimaal 1 natuurlijke superkracht hebben (helden met kunstmatige superkrachten werden uitgesloten van lidmaatschap).
De Legion had zijn hoofdkwartier op aarde en beschermde een organisatie van mensen en aliens genaamd de United Planets.
Many of these early stories were "gimmick" tales, revolving around someone trying to trick the Legion, or a member of the Legion being controlled or injured in some way so that he turned against his comrades. Stark tie-ins with the Superman stories appeared from time to time, with Jimmy Olsen and Pete Ross becoming "honorary members" and Lana Lang becoming a reserve member. Characterization was often skimpy. These sort of stories were common in DC Silver Age comics, and many of these stories are beloved by long-time Legion fans.
Bedenkers van de oude verhalen waren Jerry Siegel, Edmond Hamilton en John Forte. Vanaf Adventure Comics #346 (juli 1966) werd de 14-jarige fan Jim Shooter ook een schrijver voor de serie, daar DC onder de indruk was van de verhalen die hij hen opstuurde. Hij introduceerde personages als Karate Kid, Princess Projectra, Ferro Lad, Nemesis Kid, de Khunds, en Universo.
De Legion’s originele stripserie eindigde in mei 1969.

### Back-up strip
Begin jaren 70 kreeg de Legion de status van back-up strip, beginnend met Action Comics van 377–392 (Juni 1969–September 1970). Daarna kreeg het team geregeld bijrollen in Superboy, beginnend bij deel #172 (Maart 1971). Een van de schrijvers van deze nieuwe serie was Dave Cockrum, die veel van de legionleden nieuwe kostuums gaf. Deze kostuums bleven de komende 15 jaar onveranderd.

### Superboy and the Legion of Super-Heroes
De legion keerde weer terug als hoofdstrip toen Superboy werd omgezet tot Superboy and the Legion of Super-Heroes in augustus 1973. Toch bleef de legion nog een tijdje een bijrol spelen, tot September 1977. De verhalen werden nu geschreven door Paul Levitz en getekend door James Sherman. Deze nieuwe reeks bevatte een aantal beroemde verhalen zoals “Earthwar” en "Murder Most Foul".

### Eigen stripreeks
In januari 1980 kreeg de Legion zijn eigen stripreeks. Jimmy Janes nam het tekenwerk over. Hij gaf de held Reflecto een grotere achtergrond. Schrijver Paul Levitz keerde ook tijdelijk terug naar de stripreeks, en schreef het verhaal “Great Darkness Saga”.
De stijl van de strips veranderde gedurende een paar delen abrupt, geïnsprireerd door tekenaar José Munoz. De naam van de stripreeks veranderde toen ook in Tales of the Legion of Super-Heroes. De veranderingen duurden een jaar.
In 1984 keerde de strip terug naar zijn originele format met een vijfdelig verhaal waarin de Legion of Super-Villains werd geïntroduceerd.
In 1994 besloot DC dat het tijd was om de Legion of Super-Heroes aan een zogenaamde “reboot” te onderwerpen, als onderdeel van de crossover “Zero Hour”. De originele reeks eindigde derhalve in september 1994.

## Reboot (1994–2004)
Na “Zero Hour” werd een nieuwe Legion geïntroduceerd. Het team kreeg een nieuw oorsprongsverhaal, en na de oprichting werd het team snel uitgebreid met leden als XS, Kinetix, Gates en een Green Lantern.
Veel oude helden uit de originele stripreeks werden geherintroduceerd in deze reeks, maar eveneens met nieuwe achtergronden.
De nieuwe continuïteit nam een andere wending dan de originele. Sommige personages stierven, en het team bracht wat tijd door in de 20e eeuw. Het team moest het respect winnen van de United Planets, wat ze deden middels twee succesvolle missies.
Hoewel de reeks aanvankelijk goed liep, begon de verkoop duidelijk te dalen. Nieuw schrijvers Dan Abnett en Andy Lanning probeerden de serie te redden met grimmigere verhalen. In deze verhalen viel de Legion bijna uit elkaar, en moesten ze een gevaarlijke reis terug naar huis ondernemen. Dit was te zien in de mini-serie Legion Lost (2000-2001).
Als onderdeel van de Infinite Crisis onderging de Legion wederom een reboot in 2004.

## Huidige continuïteit. (2005—heden)
Na een crossover met de Teen Titans begon schrijver Mark Waid aan een nieuwe Legion serie. Deze serie was qua oorsprong van het team grotendeels gelijk aan het originele verhaal.

## In andere media
- Cosmic Boy, Chameleon Boy, en Saturn Girl hadden gastrollen in de serie Superman: The Animated Series, in de aflevering "New Kids in Town".

- De Legion deed mee in de Justice League Unlimited aflevering "Far From Home".

- In 2006 verscheen de animatieserie Legion of Super Heroes. Deze serie is na twee seizoenen gestopt met een cliffhanger.